# Вагон-цистерна

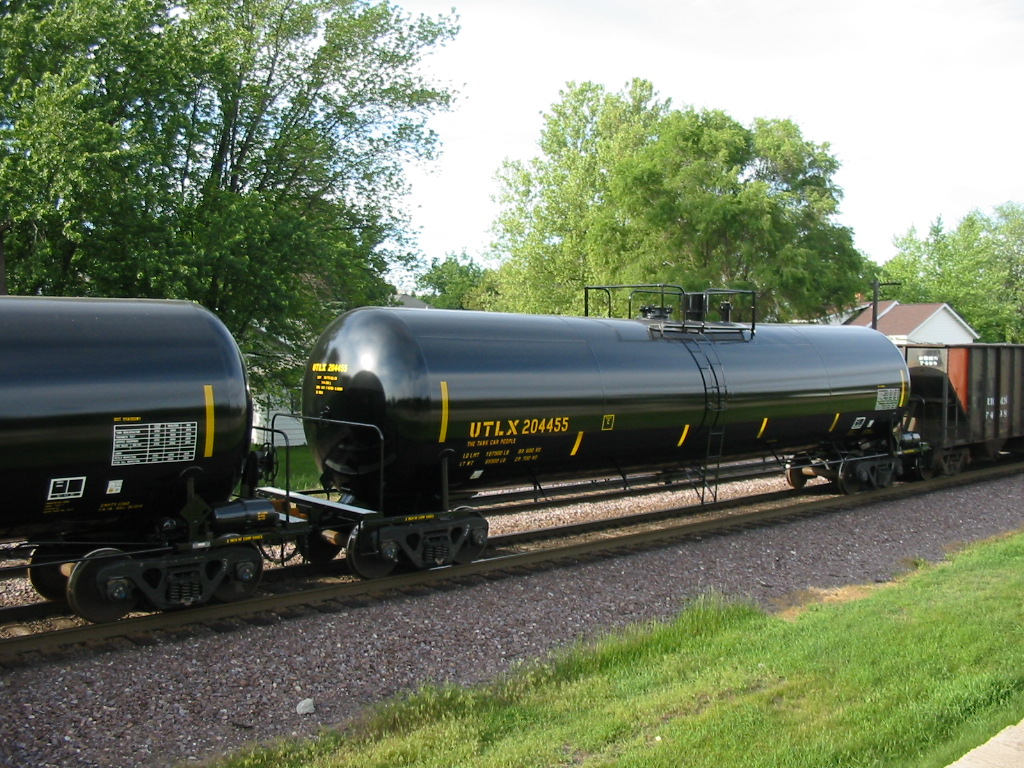
Вагон-цистерна на залізниці Union Pacific

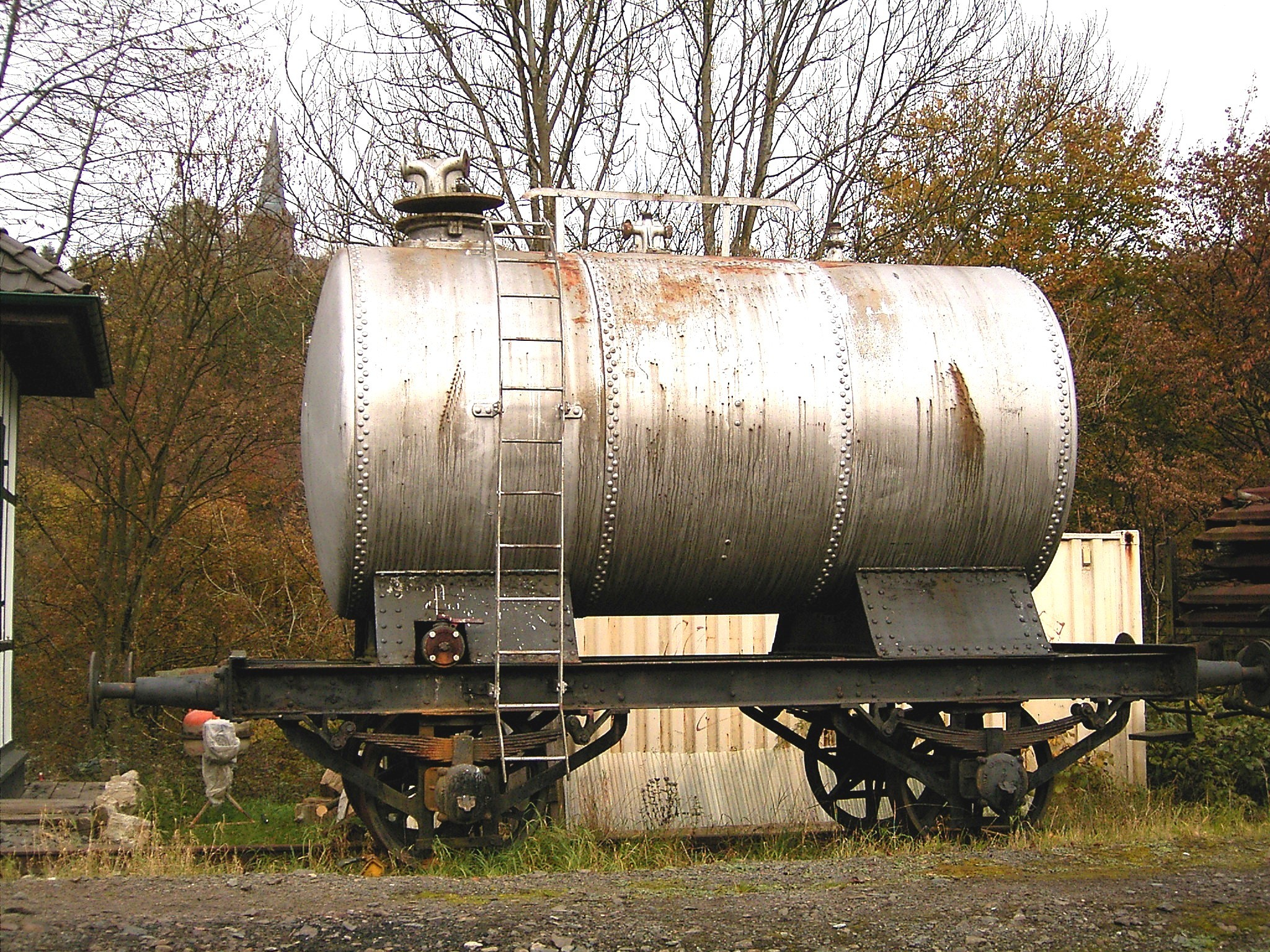
Двовісний вагон-цистерна в залізничному музеї, Німеччина.

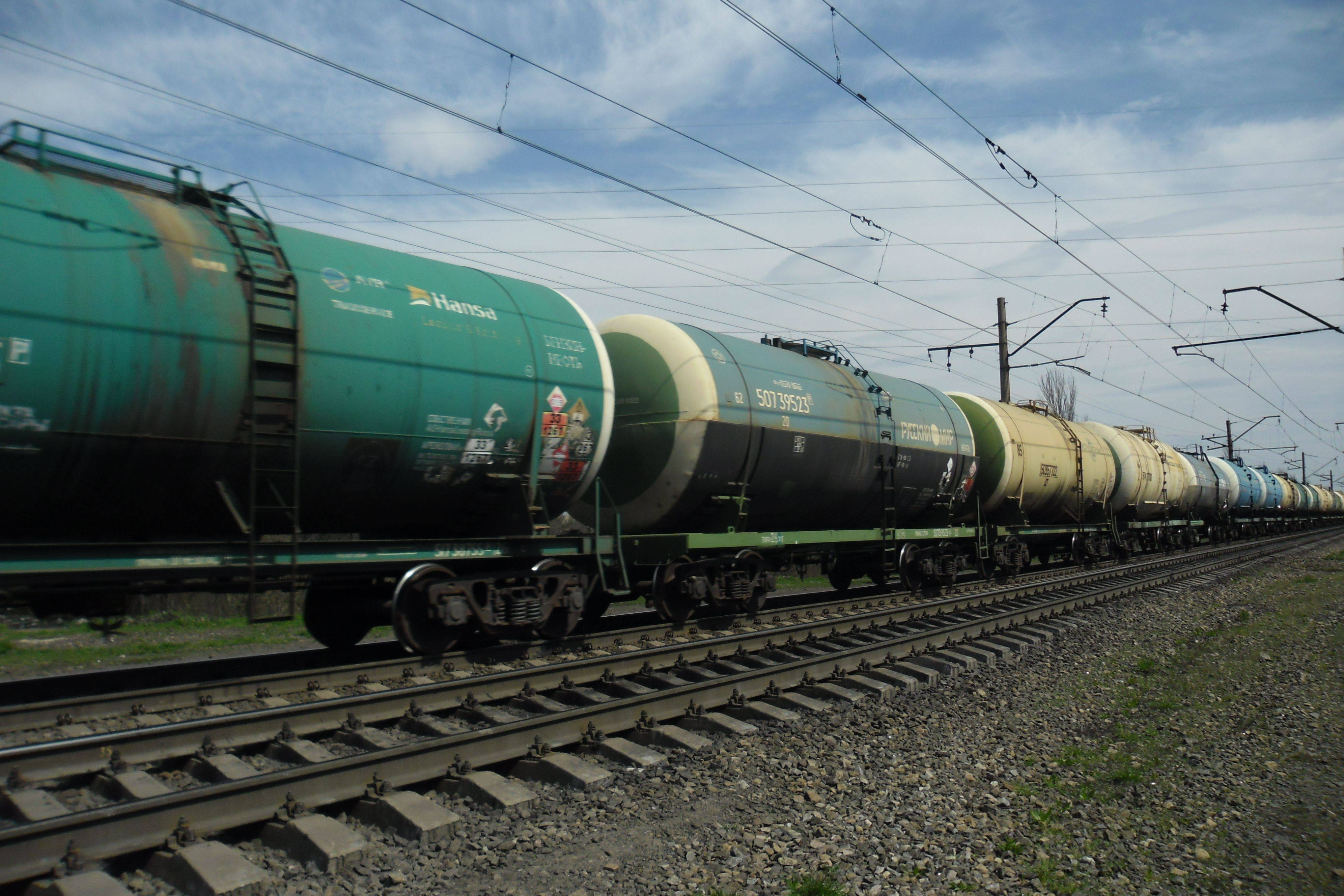
Вагони-цистерни на Укрзалізниці.

Вагон-цистерна — вантажний вагон-цистерна для перевезення рідин: нафти і продуктів її переробки, хімічно-активних і агресивних рідких речовин (кислоти, луги й інші складні речовини), зрідженого газу (пропан-бутан, кисень), води, молока, патоки. Вагони-цистерни використовуються також для перевезення борошна і цементу.

## Загальна характеристика
Казан вагону-цистерни може бути призначений для перевезення вантажу без надмірного тиску (нафтопродукти, вода, хімічні речовини, цемент) або під тиском (зріджені гази). Для перевезення зріджених газів, що мають точку кипіння нижче нормальних умов (0 °C) використовуються вагони-цистерни, що мають кріогени. Для захисту металу казана від корозії під впливом речовин, що перевозяться в ньому, застосовують спеціальні внутрішні покриття, або добавки у вантаж, що перевозиться, інгібітори корозії.
Цистерни спеціального призначення призначені для перевезення швидкозастигаючих і високов'язких нафт і нафтопродуктів.
Такі цистерни мають теплоізоляцію для сповільнення охоло-джування нафтопродуктів, що знаходяться в них, або забезпечуються підігрівальними пристроями. Для підігрівання високов'язких рідин цистерни обладнують паровою сорочкою. Нижня частина таких цистерн забезпечується системою парового підігрівання з площею поверхні нагріву близько 40 м2. Крім того, для перевезення підігрітих високов'язких нафтопродуктів використовуються цистерни-термоси, покриті тепловою ізоляцією, а всередині котла у них установлений стаціонарний трубчастий підігрівач з поверхнею нагріву 34 м2.
Для перевезення скраплених газів застосовуються цистерни, розраховані на підвищений тиск (для пропану — 2 МПа, для бутану — 8 МПа) .
Об'єм котла сучасних цистерн становить від 54 до 162 м3. Діаметр — до 3,2 м.
Для перевезення бітуму, як досить тугоплавкого нафтопродукту, застосовують спеціальні залізничні вагони, звані бункерними піввагонами. Особливість їх полягає в тому, що вони складаються із чотирьох бункерів, об'ємами по 11,8 м3 кожний, установлених на рамі вагону. Опорні точки бункера розташовані таким чином, що в заповненому стані його центр тяжіння знаходиться вище цих точок, і бункер легко перекидається при звільненні захватів, виливаючи бітум на розвантажувальний майданчик, а потім повертається в початкове вертикальне положення.
Деяка частина нафтопродуктів (близько 2 %) транспортується в дрібній тарі (бочках, контейнерах, бідонах чи балонах).
Контейнери — це невеликі цистерни вантажопідйомністю 25 і 50 кН, розміщені на залізничній платформі. Після прибуття до місця призначення їх перевантажують кранами або іншими пристроями на вантажні автомобілі. У цистернах-контейнерах перевозять, головним чином, високов'язкі мастила. Тому контейнери забезпечені пристроя-ми для розігрівання нафтопродуктів.
Зливання і наливання нафтопродуктів у залізничні цистерни виконують за допомогою залізничних естакад.
Залізничні естакади залежно від здійснюваних операцій поділяються на наливні, зливні й зливно-наливні.
Наливні естакади. Процес наливання продукції в залізничні вагони-цистерни пов'язаний з виконанням у певній послідовності багатьох операцій з підготовки цистерн до наливання, пуску насосів, відкриття запірної арматури і контролю процесу наповнення. Після заповнення цистерни запірна арматура закривається, вимірюється кількість налитого продукту, відбираються проби, закриваються і пломбуються люки.

## Класифікація
Залізничні цистерни можна класифікувати за такими ознаками:
- за призначенням: для наливних вантажів, зріджених, в'язких, таких, що тужавіють;
- за наявністю теплових пристроїв: без додаткових пристроїв, з тіньовим захистом, з трубчастими змійовиками підігріву, з нагрівальним кожухом, з термоізоляцією, з термоізоляцією і нагрівальним кожухом, з термоізоляцією і трубчастими електронагрівачами, з термоізоляцією і трубчастими змійовиками підігріву, пристроєм аеропневмовивантаження;
- за конструкцією несучих елементів: рамні або безрамні;
- за способом завантаження: відкриті, закриті;
- за способом вивантаження: під тиском (передавлюванням, сифонуванням, аеропневматичним) ; верхні й нижні; без тиску (самопливом);
- за станом вантажу при русі: цистерни під тиском, без тиску;
- за способом розігрівання вантажу в котлі: з паропідігрівом — зовнішнім (кожух, змійовики), внутрішнім (змійовики); з електропідігрівом (електронагрівачем);
- за підтримкою температурного режиму вантажу: з термоізоляцією, без термоізоляції;
- за осністю: чотири-, восьмивісні;
- за габаритами: ДСТУ 3445-96;
- за належністю: парк Укрзалізниці; парк промислового транспорту;
- за вантажопідйомністю: від 23 до 120 тонн.

## Основні різновиди
Цистерни спеціального призначення переважно використовуються для перевезення високов'язких і високопарафінистих нафт і нафтопродуктів.
Цистерни спеціального призначення призначені для перевезення швидкозастигаючих і високов'язких нафт і нафтопродуктів.
Такі цистерни мають теплоізоляцію для сповільнення охолоджування нафтопродуктів, що знаходяться в них, або забезпечуються підігрівальними пристроями. Для підігрівання високов'язких рідин цистерни обладнують паровою сорочкою. Нижня частина таких цистерн забезпечується системою парового підігрівання з площею поверхні нагріву близько 40 м2.
Цистерни з паровою сорочкою відрізняються від звичайних тим, що нижня частина у них забезпечена системою парового підігріву з площею поверхні нагріву близько 40 м².
Цистерни-термоси призначені для перевезення підігрітих високов'язких нафтопродуктів; вони вкриті тепловою ізоляцією, а всередині котла у них встановлений стаціонарний трубчастий підігрівач з поверхнею нагріву 34 м².
Цистерни для скраплених газів розраховані на підвищений тиск (для пропану — 2 МПа, для бутану — 8 МПа).
Об'єм казана сучасних цистерн становить від 54 до 162 м3. Діаметр — до 3,2 м.

## Інтернет-ресурси
- Rail Whales
- Modern Tank Car Homepage
- Liquid Hydrogen Transport by Rail
- Tank car dimensions
- Guide to Rail Cars
- Bureau of Transportation